# Torre de las Arcas
Torre de las Arcas község Spanyolországban, Teruel tartományban. Torre de las Arcas Estercuel, Cañizar del Olivar, Castel de Cabra, Montalbán és Obón községekkel határos. Lakosainak száma 20 fő (2024).

## Népesség
A település népessége az utóbbi években az alábbiak szerint változott:
| Lakosok száma | 35   | 35   | 36   | 39   | 30   | 28   | 28   | 28   | 24   | 20   |
|               | 2001 | 2004 | 2007 | 2009 | 2012 | 2014 | 2017 | 2019 | 2022 | 2024 |